# Rallye du Portugal 1978
Le Rallye du Portugal 1978 (12º Rallye de Portugal Vinho do Porto), disputé du 19 au 23 avril 1978, est la cinquante-sixième manche du championnat du monde des rallyes (WRC) courue depuis 1973, et la quatrième manche du championnat du monde des rallyes 1978. C'est également la cinquième des dix-neuf épreuves de la Coupe FIA 1978 des pilotes de rallye, créée l'année précédente.

## Contexte avant la course

### Le championnat du monde

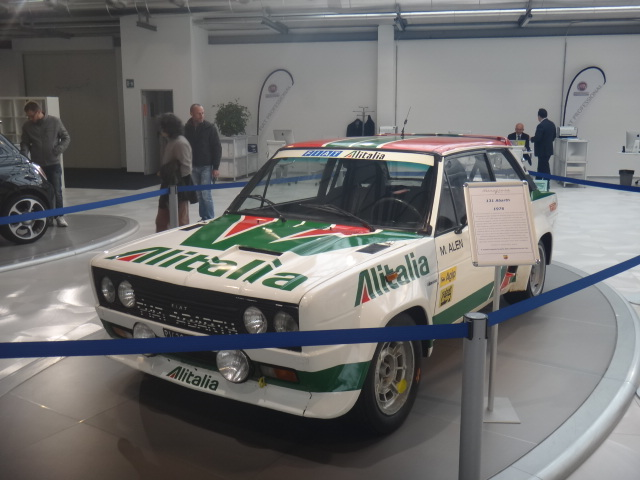
La Fiat 131 Abarth groupe 4, championne du monde en 1977.

Créé en 1973 en remplacement du championnat international des marques, le championnat du monde des rallyes a pour cadre les plus célèbres épreuves routières internationales, telles le Rallye Monte-Carlo ou le Safari. Onze manches sont inscrites au calendrier 1978, réservées aux voitures des catégories suivantes :
- Groupe 1 : voitures de tourisme de série
- Groupe 2 : voitures de tourisme spéciales
- Groupe 3 : voitures de grand tourisme de série
- Groupe 4 : voitures de grand tourisme spéciales

Comme l'année précédente, la saison 1978 est dominée par l'affrontement entre Ford et Fiat, les deux grands constructeurs participant à la majorité des épreuves, les Ford Escort RS étant régulièrement opposées aux Fiat 131 Abarth, tenantes du titre. C'est au sein de ces deux équipes que l'on trouve la plupart des grands pilotes internationaux.

#### Coupe FIA des pilotes
1978 est la deuxième année d'existence de la Coupe mondiale des pilotes. Basée sur un système de points identique à celui du championnat du monde de Formule 1, elle prend en compte les résultats des onze manches sélectives pour le championnat des marques ainsi que ceux de cinq rallyes du championnat d'Europe et de trois autres épreuves internationales. Premier lauréat, Sandro Munari a obtenu la coupe 1977 sur le tapis vert, au détriment de Björn Waldegård, après réclamation de la Scuderia Lancia entraînant la disqualification de l'équipage vainqueur du 'Total Rally South Africa 1977' au profit du pilote italien.

### L'épreuve
Après plus de dix ans d'existence (il fut créé en 1967 sous le nom de Rallye TAP), le rallye du Portugal compte parmi les plus renommées des compétitions internationales. Son créateur et organisateur, César Torrès, s'efforce d’alterner pistes et routes goudronnées et de rendre le parcours très sélectif, ce qui a valu à cette épreuve de figurer au calendrier du championnat du monde dès sa création en 1973.

## Le parcours

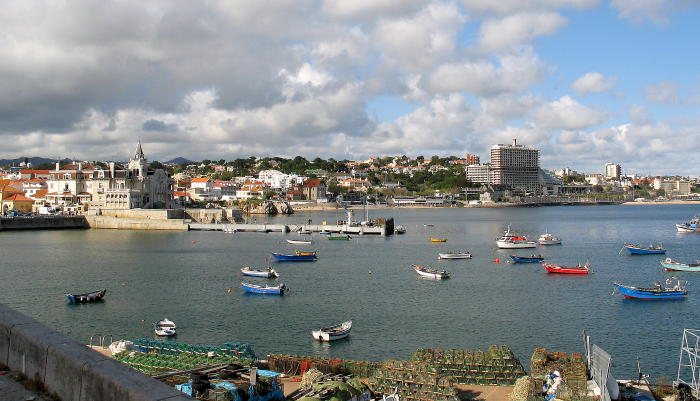
Estoril, ville départ et arrivée du Rallye du Portugal.

- vérifications techniques : 18 avril 1978 à Estoril
- départ : 19 avril 1978 de l'autodrome d'Estoril
- arrivée : 23 avril 1978 à Estoril
- distance : 2506,4 km, dont 631,5 km sur 46 épreuves spéciales (16 sur asphalte et 30 sur terre)
- surface : asphalte et terre
- Parcours divisé en quatre étapes[4]

### Première étape
- Estoril - Figueira da Foz - Póvoa de Varzim, du 19 au 20 avril
- distance : 743,2 km dont 129 km sur 12 épreuves spéciales (4 sur asphalte et 8 sur terre)

### Deuxième étape
- Póvoa de Varzim - Póvoa de Varzim, le 20 avril
- distance : 342,9 km dont 108 km sur 6 épreuves spéciales (toutes sur terre)

### Troisième étape
- Póvoa de Varzim - Estoril, du 21 au 22 avril
- distance : 1 132,6 km dont 306,5 km sur 16 épreuves spéciales (toutes sur terre)

### Quatrième étape
- Estoril - Estoril, du 22 au 23 avril
- distance : 287,7 km dont 88 km sur 12 épreuves spéciales (toutes sur asphalte)

## Les forces en présence
- Fiat

Le constructeur italien a engagé trois 131 Abarth groupe 4 (1020 kg, quatre cylindres, 2000 cm3, 16 soupapes, injection Kugelfischer, 225 chevaux). Elles sont aux mains de Markku Alén, Sandro Munari et Walter Röhrl, ces deux derniers bénéficiant d'une  nouvelle suspension à débattement plus long. Les trois voitures officielles sont équipées de pneus Pirelli (type P7 à structure métallique renforcée pour l'asphalte et type M+S à gomme tendre pour la terre).
- Ford

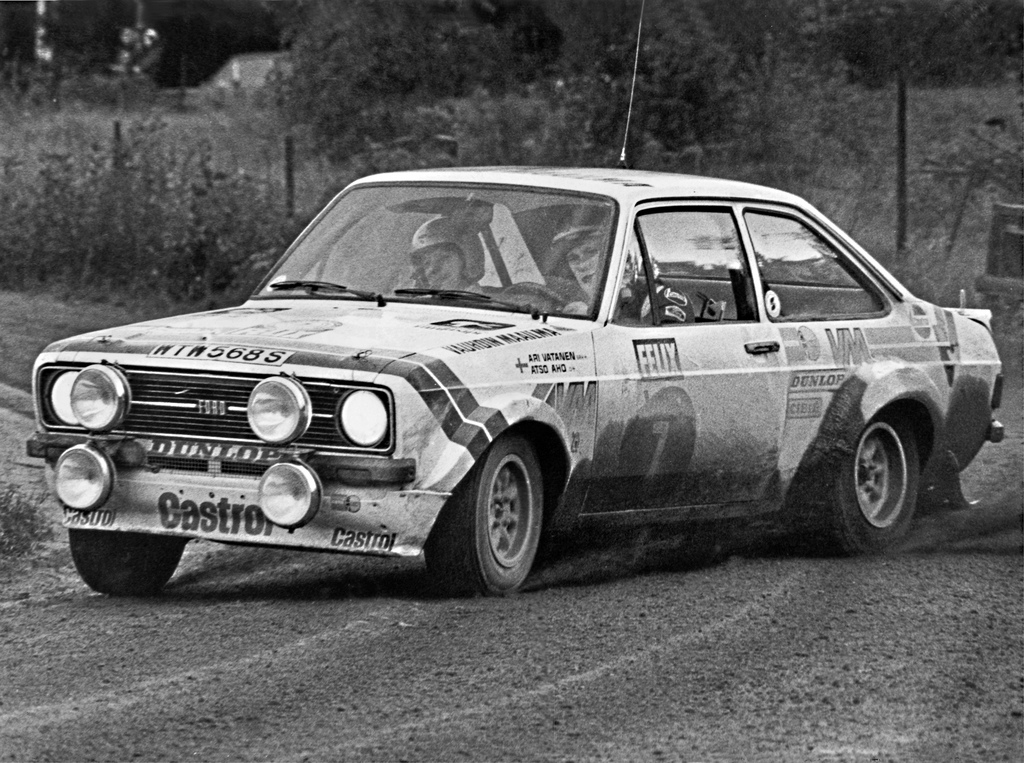
La Ford Escort RS1800 groupe 4, principale rivale de la Fiat 131 Abarth.

Tout comme en Suède, l'équipe de Peter Ashcroft aligne trois Escort RS1800 groupe 4, confiées à Björn Waldegård, Hannu Mikkola  et Ari Vatanen. Une quatrième voiture d'usine, identique, a été engagée par la structure monégasque 'Publimmo Racing' pour Jean-Pierre Nicolas. Ces quatre voitures, équipées d'un moteur quatre cylindres seize soupapes de deux litres de cylindrée alimenté par deux carburateurs double-corps, disposent de 245 chevaux pour un poids d'environ une tonne. Les trois Escort officielles sont équipées de pneus Dunlop (type A2 à structure métallique pour l'asphalte, type M+S pour la terre), tandis que Nicolas, sous contrat avec Michelin, dispose de pneus du type TB15 pour le goudron et du type RC12 pour la terre. Une quinzaine de pilotes privés courent sur Ford, notamment l'Espagnol Beny Fernández qui dispose d'une Escort RS1800 groupe 4 (230 chevaux) engagée par Reverter Competition, ainsi que le pilote local Carlos Torres, l'un des favoris du groupe 1 sur une Escort RS2000.
- Opel

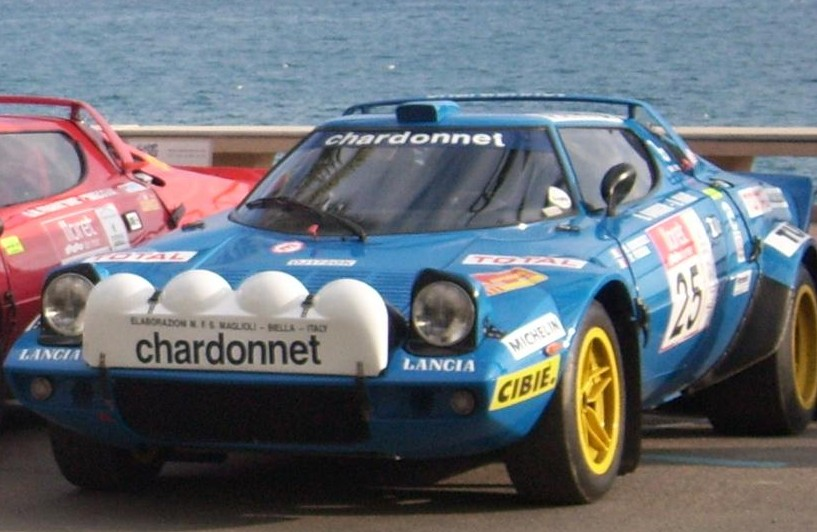
La Lancia Stratos HF groupe 4 aux couleurs de l'écurie Chardonnet.

L'Euro Händler Team a engagé trois Kadett GT/E groupe 2 pour Anders Kulläng, Achim Warmbold et le pilote portugais 'Mêquêpê'. Le premier dispose de la version deux litres (plus de 180 chevaux), ses deux coéquipier des anciennes versions 1900 cm3 (170 chevaux). Au côté des voitures officielles, équipées de pneus Pirelli, dix-neuf autres pilotes représentent la marque, tels Christian Dorche, sur Kadett GT/E groupe 1 ou le pilote local Joaquim Moutinho sur Kadett groupe 2.
- Lancia

En l'absence de la Scuderia Lancia, la marque est uniquement représentée par l'importateur français André Chardonnet, qui a engagé une Stratos HF groupe 4 (moteur V6 en position centrale arrière, 2400 cm3, 270 chevaux) pour Bernard Darniche. Cette voiture dispose de pneus Michelin et bénéficie de l'assistance officielle de l'équipe Fiat.
- Toyota

Comme en Suède, le 'Toyota Team Europe' a engagé deux coupés Celica 2000 GT groupe 2 (1000 kg, 180 chevaux), disposant de pneus Pirelli. Ils sont confiés à Ove Andersson et Jean-Luc Thérier.
- Vauxhall

Pentti Airikkala et Chris Slater devaient disposer des Chevette groupe 4 (1000 kg, 2300 cm3, double arbre à cames en tête, 16 soupapes, 240 chevaux) du Dealer Team Vauxhall, mais un problème d'homologation a obligé la marque britannique à déclarer forfait.
- Citroën

Le constructeur du quai de Javel a engagé trois CX 2400 : une version groupe 2 (deux carburateurs, 200 chevaux à 6800 tr/min, 1430 kg) pour Francisco Romãozinho et deux versions groupe 1 (injection, 128 chevaux, 1450 kg) pour Henri Toivonen et Jean-Paul Luc.
- Peugeot

Timo Mäkinen et Jean-Claude Lefebvre disposent de deux coupés 104 ZS groupe 2 officiels. Ces voitures disposent d'environ 110 chevaux, pour un poids de 720 kg, et visent la victoire en classe moins de 1300 cm3.

## Déroulement de la course

### Première étape

#### Estoril - Figueira da Foz
Les cent-treize équipages s'élancent de l'autodrome d'Estoril le mercredi après-midi, à partir de quinze heures, en direction du nord. Bernard Darniche s’impose dans les deux premières épreuves spéciales, disputées sur asphalte, et place sa Lancia Stratos en tête, juste une seconde devant la Fiat de Markku Alén. La première épreuve sur terre, longue de huit kilomètres, se déroule dans la zone montagneuse de Montejunto. Les Ford Escort de Bjorn Waldegard et Hannu Mikkola s'y montrent les plus rapides, tandis que Darniche cède du terrain et pour quatre secondes abandonne le commandement de la course à Alén. Le pilote français grignote la moitié de son retard sur les routes goudronnées de São Pedro de Moel, de sorte qu'à la neutralisation de Figueira da Foz, avant d’aborder le parcours nocturne, seulement deux secondes séparent les deux hommes de tête. Derrière, les autres favoris gardent toutes leurs chances, les huit premiers étant groupés en moins de quarante secondes. Neuvième, Jean-Luc Thérier (Toyota Celica) est en tête du groupe 2, juste devant l'Opel Kadett d'Anders Kulläng.
| Pos. | Pilote              | Copilote              | Voiture               | Groupe | Temps       | Écart  |
| ---- | ------------------- | --------------------- | --------------------- | ------ | ----------- | ------ |
| 1    | Markku Alén         | Ilkka Kivimäki        | Fiat 131 Abarth       | 4      | 15 min 03 s |        |
| 2    | Bernard Darniche    | Alain Mahé            | Lancia Stratos HF     | 4      | 15 min 05 s | + 2 s  |
| 3    | Björn Waldegård     | Hans Thorszelius      | Ford Escort RS1800    | 4      | 15 min 13 s | + 10 s |
| 4    | Hannu Mikkola       | Arne Hertz            | Ford Escort RS1800    | 4      | 15 min 18 s | + 15 s |
| 5    | Walter Röhrl        | Christian Geistdörfer | Fiat 131 Abarth       | 4      | 15 min 19 s | + 16 s |
| 6    | Ari Vatanen         | Peter Bryant          | Ford Escort RS1800    | 4      | 15 min 22 s | + 19 s |
| 7    | Sandro Munari       | Piero Sodano          | Fiat 131 Abarth       | 4      | 15 min 26 s | + 23 s |
| 8    | Jean-Pierre Nicolas | Vincent Laverne       | Ford Escort RS1800    | 4      | 15 min 41 s | + 38 s |
| 9    | Jean-Luc Thérier    | Michel Vial           | Toyota Celica 2000 GT | 2      |             |        |
| 10   | Anders Kulläng      | Bruno Berglund        | Opel Kadett GT/E      | 2      |             |        |

#### Figueira da Foz - Póvoa de Varzim
La nuit est déjà bien avancée lorsque les équipages reprennent la route. Seul le premier secteur chronométré se court sur bitume, les autres épreuves, nettement plus sélectives que celles de l'après-midi, se déroulant sur terre. Le brouillard accentue encore la difficulté et, dans ces conditions, nombreuses sont les crevaisons et les sorties de piste. Alors qu'il avait chuté à la huitième place à la suite d'une crevaison peu avant Lousã, Darniche s'est fait piéger dans la serra de Buçaco, une sortie de route lui faisant perdre environ onze minutes et toute chance de victoire. Très à l'aise malgré la visibilité réduite, Walter Röhrl a remporté quatre spéciales consécutives, revenant à deux secondes de son coéquipier Alén. Ce dernier reprend un peu de champ sur les secteurs suivants, avant de perdre plus de trente secondes dans la dernière spéciale de cette première étape à cause d'un tête-à-queue, laissant le commandement au pilote allemand, qui rallie Póvoa de Varzim au petit matin avec un avantage de vingt-deux secondes. Derrière les deux Fiat de tête, Waldegård, un moment ralenti par des problèmes d'accélérateur, a repris la troisième place à son coéquipier Mikkola, tandis que sur la troisième 131 Abarth Sandro Munari, cinquième, devance les deux autres Ford de Jean-Pierre Nicolas et Ari Vatanen. Après une nouvelle crevaison lui ayant coûté près d'un quart d'heure, Darniche a plongé à la cinquante-quatrième place et préfère renoncer. Après l'abandon de Thérier (moteur cassé), c'est désormais Kulläng qui domine le groupe 2.
| Pos. | Pilote               | Copilote              | Voiture               | Groupe | Temps           | Écart         |
| ---- | -------------------- | --------------------- | --------------------- | ------ | --------------- | ------------- |
| 1    | Walter Röhrl         | Christian Geistdörfer | Fiat 131 Abarth       | 4      | 1 h 39 min 46 s |               |
| 2    | Markku Alén          | Ilkka Kivimäki        | Fiat 131 Abarth       | 4      | 1 h 40 min 08 s | + 22 s        |
| 3    | Björn Waldegård      | Hans Thorszelius      | Ford Escort RS1800    | 4      | 1 h 40 min 34 s | + 48 s        |
| 4    | Hannu Mikkola        | Arne Hertz            | Ford Escort RS1800    | 4      | 1 h 41 min 38 s | + 1 min 52 s  |
| 5    | Sandro Munari        | Piero Sodano          | Fiat 131 Abarth       | 4      | 1 h 41 min 58 s | + 2 min 12 s  |
| 6    | Jean-Pierre Nicolas  | Vincent Laverne       | Ford Escort RS1800    | 4      | 1 h 42 min 13 s | + 2 min 27 s  |
| 7    | Ari Vatanen          | Peter Bryant          | Ford Escort RS1800    | 4      | 1 h 42 min 51 s | + 3 min 05 s  |
| 8    | Anders Kulläng       | Bruno Berglund        | Opel Kadett GT/E      | 2      | 1 h 48 min 04 s | + 8 min 18 s  |
| 9    | Achim Warmbold       | Claes Billstam        | Opel Kadett GT/E      | 2      | 1 h 48 min 09 s | + 8 min 23 s  |
| 10   | Ove Andersson        | Henry Liddon          | Toyota Celica 2000 GT | 2      | 1 h 48 min 24 s | + 8 min 38 s  |
| 11   | Beny Fernández       | António Doural        | Ford Escort RS1800    | 4      | 1 h 49 min 35 s | + 9 min 49 s  |
| 12   | Timo Mäkinen         | Jean Todt             | Peugeot 104 ZS        | 2      | 1 h 49 min 53 s | + 10 min 07 s |
| 13   | Jean-Claude Lefebvre | Christian Delferrier  | Peugeot 104 ZS        | 2      | 1 h 54 min 18 s | + 14 min 32 s |
| 14   | Carlos Torres        | Pedro de Almeida      | Ford Escort RS2000    | 1      | 1 h 55 min 33 s | + 15 min 47 s |
| 15   | Giovanni Salvi       | Zé Matriculas         | Ford Escort RS1800    | 4      | 1 h 55 min 39 s | + 15 min 53 s |
| 16   | Jean-Paul Luc        | Philippe Alessandrini | Citroën CX 2400 GTI   | 2      | 1 h 58 min 45 s | + 18 min 59 s |

### Deuxième étape
La seconde étape, relativement courte, se déroule dans la soirée du jeudi, les concurrents devant parcourir deux boucles identiques comportant trois spéciales sur terre.

#### Première boucle
Les équipages repartent de Póvoa de Varzim à partir de dix-sept heures. Les Ford vont se montrer les plus à l’aise sur ce parcours, Waldegård reprenant une bonne partie de son retard sur Alén. Röhrl se maintient en tête jusqu'à ce qu'une crevaison dans la spéciale de São Lourenço le fasse rétrograder à la sixième place, avec plus de trois minutes de retard. Alén reprend donc le commandement au terme de cette première boucle, mais se voit menacé par Waldegård, revenu à quatorze secondes. Autre malchanceux, Kulläng a perdu cinq minutes à la suite d'une crevaison et c'est désormais la Toyota d'Ove Andersson qui mène le groupe 2.
| Pos. | Pilote              | Copilote              | Voiture               | Groupe | Temps           | Écart         |
| ---- | ------------------- | --------------------- | --------------------- | ------ | --------------- | ------------- |
| 1    | Markku Alén         | Ilkka Kivimäki        | Fiat 131 Abarth       | 4      | 2 h 22 min 47 s |               |
| 2    | Björn Waldegård     | Hans Thorszelius      | Ford Escort RS1800    | 4      | 2 h 23 min 01 s | + 14 s        |
| 3    | Hannu Mikkola       | Arne Hertz            | Ford Escort RS1800    | 4      | 2 h 23 min 34 s | + 47 s        |
| 4    | Sandro Munari       | Piero Sodano          | Fiat 131 Abarth       | 4      | 2 h 24 min 17 s | + 1 min 30 s  |
| 5    | Jean-Pierre Nicolas | Vincent Laverne       | Ford Escort RS1800    | 4      | 2 h 24 min 37 s | + 1 min 50 s  |
| 6    | Walter Röhrl        | Christian Geistdörfer | Fiat 131 Abarth       | 4      | 2 h 25 min 48 s | + 3 min 01 s  |
| 7    | Ari Vatanen         | Peter Bryant          | Ford Escort RS1800    | 4      | 2 h 25 min 56 s | + 3 min 09 s  |
| 8    | Ove Andersson       | Henry Liddon          | Toyota Celica 2000 GT | 2      | 2 h 32 min 52 s | + 10 min 05 s |
| 9    | Beny Fernández      | António Doural        | Ford Escort RS1800    | 4      | 2 h 34 min 09 s | + 11 min 22 s |
| 10   | Anders Kulläng      | Bruno Berglund        | Opel Kadett GT/E      | 2      | 2 h 38 min 34 s | + 15 min 47 s |

#### Deuxième boucle
Les pilotes Ford continuent d'afficher leur supériorité, Waldegård puis Vatanen réalisant les meilleurs chronos. Toujours aux avant-postes sur la 131 Abarth qu'il découvre, Munari progresse en troisième position derrière Alén et Waldegård mais un problème de freins dans le second passage de São Lourenço va lui coûter deux places. Au terme de cette deuxième étape Waldegård ravit le commandement à Alén pour dix secondes. Très régulier, Nicolas est maintenant troisième, juste devant Mikkola et Munari. Ayant crevé à deux reprises, Vatanen et Röhrl comptent respectivement trois et quatre minutes de retard et ne semblent plus en mesure de jouer la victoire. En groupe 2, Andersson possède désormais une confortable avance de cinq minutes sur Kulläng, tandis que le pilote local Carlos Torres domine nettement le groupe 1 sur son Escort, son principal adversaire Henri Toivonen (Citroën CX) étant sorti de la route au cours de la première étape.
| Pos. | Pilote               | Copilote              | Voiture               | Groupe | Temps           | Écart         |
| ---- | -------------------- | --------------------- | --------------------- | ------ | --------------- | ------------- |
| 1    | Björn Waldegård      | Hans Thorszelius      | Ford Escort RS1800    | 4      | 3 h 06 min 06 s |               |
| 2    | Markku Alén          | Ilkka Kivimäki        | Fiat 131 Abarth       | 4      | 3 h 06 min 16 s | + 10 s        |
| 3    | Jean-Pierre Nicolas  | Vincent Laverne       | Ford Escort RS1800    | 4      | 3 h 07 min 42 s | + 1 min 36 s  |
| 4    | Hannu Mikkola        | Arne Hertz            | Ford Escort RS1800    | 4      | 3 h 07 min 54 s | + 1 min 48 s  |
| 5    | Sandro Munari        | Piero Sodano          | Fiat 131 Abarth       | 4      | 3 h 08 min 24 s | + 2 min 18 s  |
| 6    | Ari Vatanen          | Peter Bryant          | Ford Escort RS1800    | 4      | 3 h 09 min 01 s | + 2 min 55 s  |
| 7    | Walter Röhrl         | Christian Geistdörfer | Fiat 131 Abarth       | 4      | 3 h 10 min 10 s | + 4 min 04 s  |
| 8    | Ove Andersson        | Henry Liddon          | Toyota Celica 2000 GT | 2      | 3 h 18 min 57 s | + 12 min 51 s |
| 9    | Beny Fernández       | António Doural        | Ford Escort RS1800    | 4      | 3 h 20 min 16 s | + 14 min 10 s |
| 10   | Achim Warmbold       | Claes Billstam        | Opel Kadett GT/E      | 2      | 3 h 21 min 07 s | + 15 min 01 s |
| 11   | Anders Kulläng       | Bruno Berglund        | Opel Kadett GT/E      | 2      | 3 h 23 min 21 s | + 17 min 15 s |
| 12   | Timo Mäkinen         | Jean Todt             | Peugeot 104 ZS        | 2      | 3 h 27 min 57 s | + 21 min 51 s |
| 13   | Jean-Claude Lefebvre | Christian Delferrier  | Peugeot 104 ZS        | 2      | 3 h 30 min 00 s | + 23 min 54 s |
| 14   | Carlos Torres        | Pedro de Almeida      | Ford Escort RS2000    | 1      | 3 h 35 min 53 s | + 29 min 47 s |
| 15   | Jean-Paul Luc        | Philippe Alessandrini | Citroën CX 2400 GTI   | 2      | 3 h 36 min 07 s | + 30 min 01 s |

### Troisième étape

#### Póvoa de Varzim - Armamar

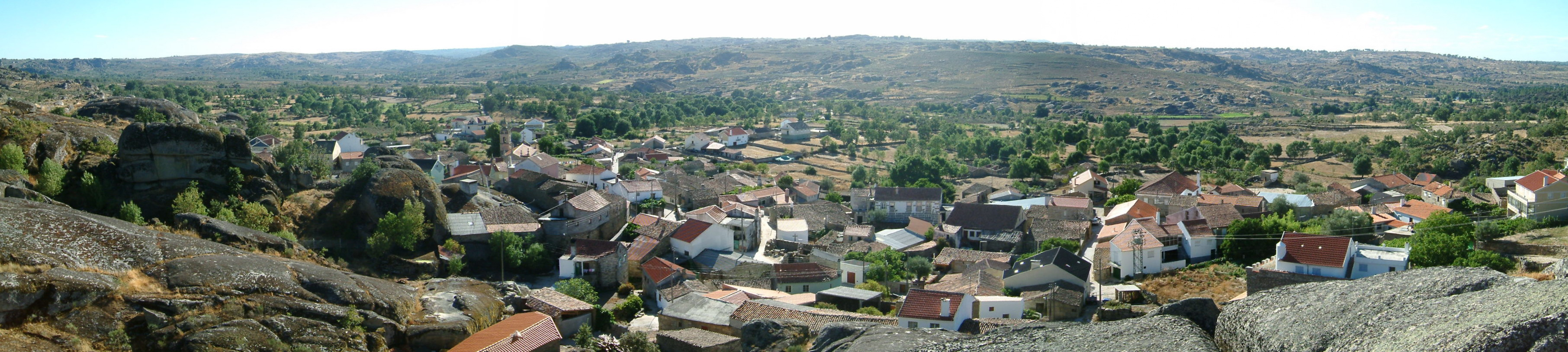
Le difficile secteur de Cabreira, théâtre de nombreux bouleversements au classement général.

Longue de plus de mille kilomètres, la troisième étape est de loin la plus dure, s'étalant sur plus de vingt-quatre heures (du vendredi matin au samedi midi) et comportant seize spéciales sur terre. Les équipages rescapés s'élancent de Póvoa de Varzim dès neuf heures et demie, en direction du sud. Waldegård conserve l'avantage après le passage de Fafe, mais aussitôt après, dans le secteur de Cabreira, il crève et perd deux minutes et deux places au profit d'Alén, de nouveau en tête, et Mikkola. Pour Munari, c'est pis encore, le pilote italien ayant dû accomplir la fin de la spéciale (en descente) en roue libre après avoir cassé sa transmission, perdant quatre minutes. Le parcours est particulièrement meurtrier et à ce stade de la course près des deux tiers des concurrents ont dû abandonner ! Juste avant la mi-course, le passage de Senhora de Graça, long de quarante-et-un kilomètres, va éclaircir les rangs de Fiat, Röhrl (embrayage hors d'usage) et Munari (goujons de roues cassés) renonçant tous deux, laissant Alén, toujours au commandement, seul aux prises avec les quatre Escort de Waldegård, Mikkola, Nicolas et Vatanen. L'équipe Ford est à son tour décimée dans la spéciale de Marão, Waldegård ne parcourant que cinq kilomètres avant d'être immobilisé, demi-arbre cassé, Vatanen abandonnant pour la même raison un peu plus loin ; Mikkola ayant crevé deux fois dans ce secteur, Alén se retrouve avec une avance de près de deux minutes sur Nicolas et quatre sur Mikkola. Toujours en tête du groupe 2, Andersson accède à la quatrième place, avec un quart d'heure de retard sur la Fiat de tête. Alén manque cependant tout perdre dans la courte spéciale suivante, longue de six kilomètres : équipé pour la première fois de pneus 'terre' larges, il accroche une grosse pierre affleurante, décolle et atterrit hors de la piste. Hormis le pneu éclaté, la voiture n'est pratiquement pas endommagée, mais le temps perdu permet à Nicolas de passer en tête avec près de deux minutes d'avance sur Alén, tandis que Mikkola, troisième, est revenu à moins de vingt secondes de son compatriote.
| Pos. | Pilote              | Copilote        | Voiture               | Groupe | Temps           | Écart         |
| ---- | ------------------- | --------------- | --------------------- | ------ | --------------- | ------------- |
| 1    | Jean-Pierre Nicolas | Vincent Laverne | Ford Escort RS1800    | 4      | 4 h 38 min 25 s |               |
| 2    | Markku Alén         | Ilkka Kivimäki  | Fiat 131 Abarth       | 4      | 4 h 40 min 20 s | + 1 min 55 s  |
| 3    | Hannu Mikkola       | Arne Hertz      | Ford Escort RS1800    | 4      | 4 h 40 min 36 s | + 2 min 11 s  |
| 4    | Ove Andersson       | Henry Liddon    | Toyota Celica 2000 GT | 2      | 4 h 51 min 31 s | + 13 min 12 s |
| 5    | Anders Kulläng      | Bruno Berglund  | Opel Kadett GT/E      | 2      | 4 h 56 min 30 s | + 18 min 05 s |
| 6    | Achim Warmbold      | Claes Billstam  | Opel Kadett GT/E      | 2      | 4 h 58 min 09 s | + 19 min 44 s |

#### Armamar - Estoril
Les courtes spéciales d'Armamar et de Lapa n'apportent pas de changement au classement et avant d'aborder les vingt-six kilomètres du difficile secteur de Viseu Nicolas conserve une avance de près de deux minutes sur Alén et Mikkola. Après une course relativement prudente lors des deux premières étapes, il est désormais résolu à défendre sa première place et attaque en conséquence. Malheureusement pour lui, il est à son tour victime d'une crevaison, qui endommage son assistance de freinage. Non seulement deux minutes sont-elles perdues dans le secteur, le faisant chuter à la seconde place, mais en outre le pilote français ne pourra pas bénéficier du remplacement programmé de la suspension avant, l'équipe d'assistance devant tout d'abord réparer les flexibles de freins. Mikkola en profite pour déborder son coéquipier dans la spéciale suivante, restant le seul de l'équipe Ford à pouvoir contester la victoire à Alén ; il va aligner six meilleurs temps consécutifs et reprendre trente secondes au pilote Fiat, s'emparant du commandement après le second passage d'Arganil. Alén compte alors neuf secondes de retard sur le nouveau meneur mais parvient à en reprendre dix dans la courte spéciale suivante, reprenant la première place pour une seconde. Il en reprend dix autres dans le deuxième passage de Lousa, dernière épreuve de cette troisième étape et également dernière disputée sur terre, regagnant Estoril avec une avance portée à onze secondes. Après sa crevaison, Nicolas s'est résigné à assurer sa troisième place et compte désormais dix minutes de retard sur les deux pilotes finlandais qui vont se disputer la victoire lors de la dernière étape nocturne, disputée entièrement sur asphalte. En groupe 2, Andersson a accentué son avance sur les deux Opel de Warmbold et Kulläng et, sauf incident, ne peut plus être menacé.
| Pos. | Pilote              | Copilote          | Voiture               | Groupe | Temps           | Écart             |
| ---- | ------------------- | ----------------- | --------------------- | ------ | --------------- | ----------------- |
| 1    | Markku Alén         | Ilkka Kivimäki    | Fiat 131 Abarth       | 4      | 6 h 51 min 09 s |                   |
| 2    | Hannu Mikkola       | Arne Hertz        | Ford Escort RS1800    | 4      | 6 h 51 min 20 s | + 11 s            |
| 3    | Jean-Pierre Nicolas | Vincent Laverne   | Ford Escort RS1800    | 4      | 7 h 01 min 13 s | + 10 min 04 s     |
| 4    | Ove Andersson       | Henry Liddon      | Toyota Celica 2000 GT | 2      | 7 h 11 min 51 s | + 20 min 42 s     |
| 5    | Achim Warmbold      | Claes Billstam    | Opel Kadett GT/E      | 2      | 7 h 26 min 17 s | + 35 min 08 s     |
| 6    | Anders Kulläng      | Bruno Berglund    | Opel Kadett GT/E      | 2      | 7 h 35 min 26 s | + 44 min 17 s     |
| 7    | Timo Mäkinen        | Jean Todt         | Peugeot 104 ZS        | 2      | 7 h 43 min 09 s | + 52 min 00 s     |
| 8    | Carlos Torres       | Pedro de Almeida  | Ford Escort RS2000    | 1      | 7 h 53 min 07 s | + 1 h 02 min 49 s |
| 9    | André Martinho      | António Morais    | Porsche Carrera       | 4      | 8 h 25 min 50 s | + 1 h 34 min 41 s |
| 10   | Carlos Fontaínhas   | Rogério Seromenho | Ford Escort RS2000    | 2      | 8 h 35 min 21 s | + 1 h 44 min 12 s |

### Quatrième étape

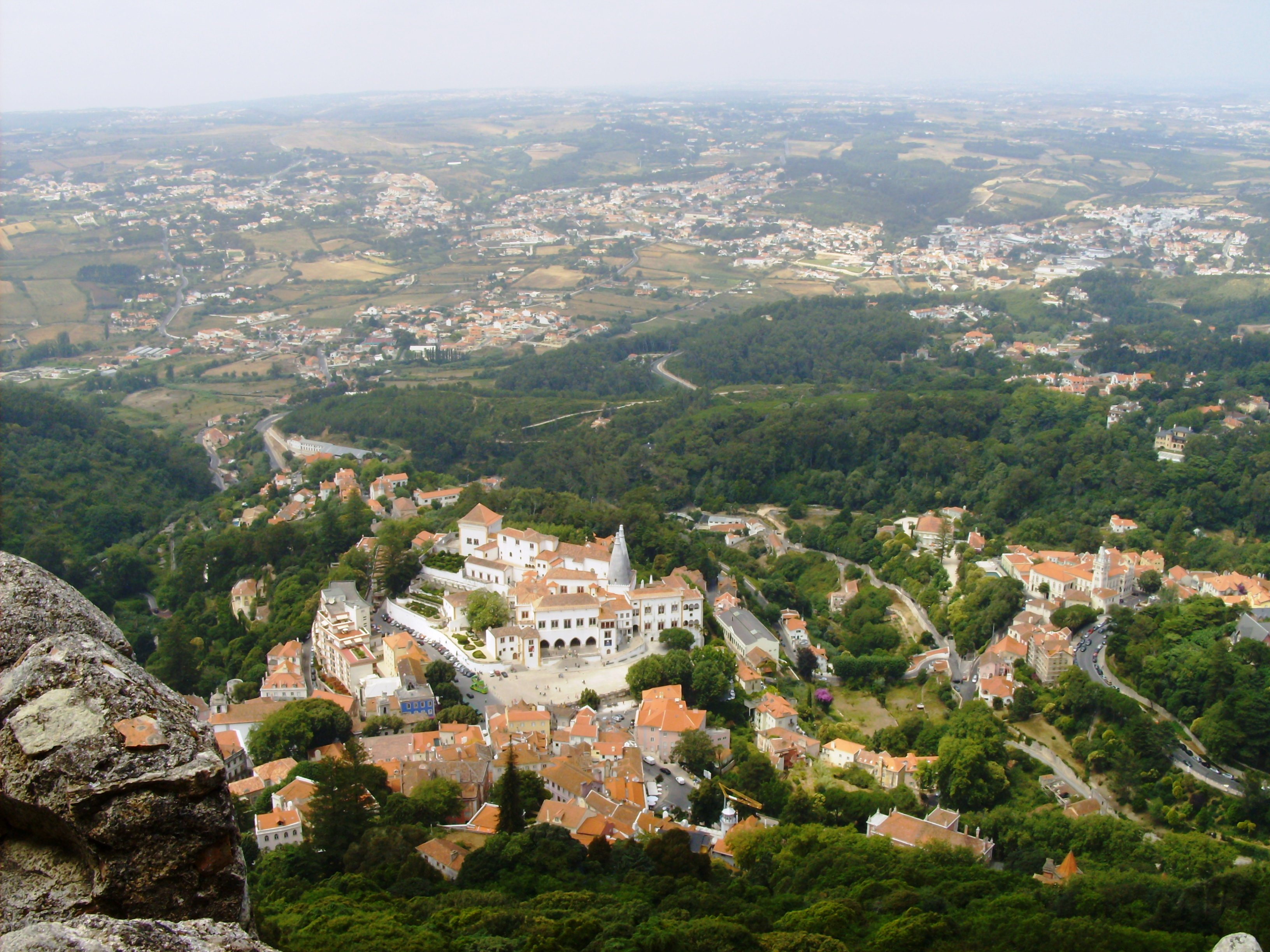
Sintra, une spéciale disputée à quatre reprises. La victoire s'est jouée lors du tout dernier passage.

Les douze dernières spéciales sont relativement courtes (de cinq à dix kilomètres), c'est donc un ultime sprint que vont disputer Alén et Mikkola dans la nuit du samedi au dimanche. Chez Fiat, on a remis la 131 Abarth en configuration asphalte, avec les suspensions utilisées lors du dernier Tour de Corse. Les pilotes repartent d'Estoril aux alentours de vingt-deux-heures et d'emblée la lutte entre les deux champions finlandais est extrêmement serrée : ils accomplissent presque le même temps dans la première spéciale, que Mikkola emporte de justesse. Alén reprend ensuite quatre secondes à son rival, avant d'en concéder dix après une petite erreur lors du premier passage de Sintra ; l'écart entre les deux hommes, qui surclassent les autres concurrents, est tombé à quatre secondes ! Il diminue de moitié après la spéciale suivante, mais Alén réagit, récupère une seconde, puis six lors du second passage de Sintra, portant son avance à neuf secondes. L'Escort s'avère alors plus lente que la Fiat dans les épingles serrées et Mikkola choisit à ce moment de monter des pneus plus tendres. La modification est payante, et le pilote Ford revient dès lors inexorablement sur la Fiat, se montrant le plus rapide dans tous les tronçons chronométrés. À deux spéciales de l'arrivée, Mikkola est revenu à une petite seconde d'Alén ; il en reprend cinq dans le dernier passage de Peninha, et repasse en tête avec un avantage de quatre secondes. Tout va se jouer dans la dernière spéciale de Sintra, un des secteurs les plus sélectifs. Alén s'élance le premier et améliore son propre record de quatre secondes ; Mikkola est-il en mesure de conserver l'avantage ? La question va rester en suspens, car en serrant un peu trop une corde le pilote Ford passe sur une pierre et crève un pneu ; il perd alors plus de quatre minutes et toute chance de victoire. Alén rallie Estoril en vainqueur, devant Mikkola qui avit suffisamment d'avance pour conserver l'avantage sur son coéquipier Nicolas. On trouve ensuite quatre voitures du groupe 2, qu'Adersson remporte devant les deux Opel de Warmbold et Küllang et la petite Peugeot 104 de Timo Mäkinen, brillant vainqueur de la classe 1300 cm3. Sans surprise, Carlos Torres, huitième, s' impose en groupe 1.

### Classements intermédiaires
Classements intermédiaires des pilotes après chaque épreuve spéciale

### Classement général

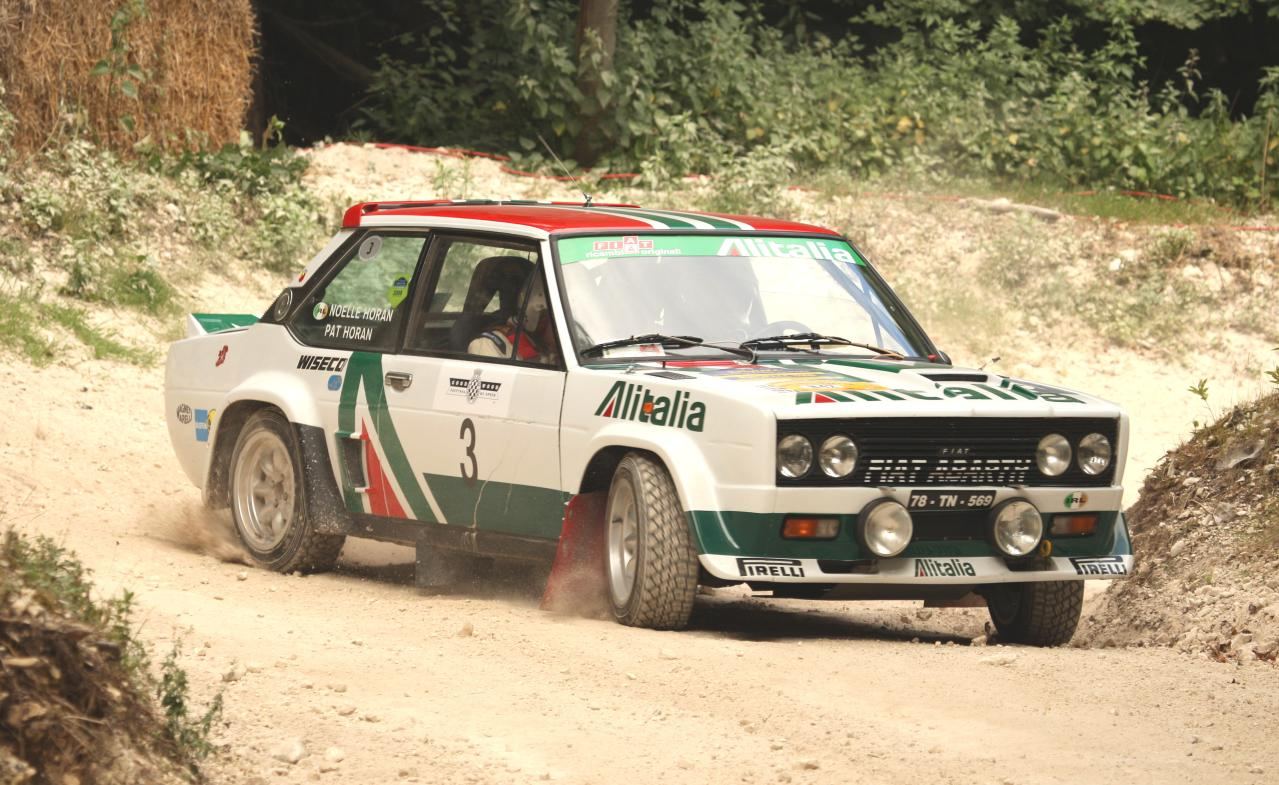
Première victoire de la saison pour la Fiat 131 Abarth (ici lors d'une manifestation historique).

| Pos | No | Pilote              | Copilote          | Voiture               | Temps           | Écart             | Groupe |
| --- | -- | ------------------- | ----------------- | --------------------- | --------------- | ----------------- | ------ |
| 1   | 4  | Markku Alén         | Ilkka Kivimäki    | Fiat 131 Abarth       | 7 h 45 min 33 s |                   | 4      |
| 2   | 8  | Hannu Mikkola       | Arne Hertz        | Ford Escort RS1800    | 7 h 50 min 01 s | + 4 min 28 s      | 4      |
| 3   | 5  | Jean-Pierre Nicolas | Vincent Laverne   | Ford Escort RS1800    | 8 h 01 min 01 s | + 15 min 28 s     | 4      |
| 4   | 6  | Ove Andersson       | Henry Liddon      | Toyota Celica 2000 GT | 8 h 13 min 27 s | + 27 min 54 s     | 2      |
| 5   | 14 | Achim Warmbold      | Claes Billstam    | Opel Kadett GT/E      | 8 h 28 min 42 s | + 43 min 09 s     | 2      |
| 6   | 10 | Anders Kulläng      | Bruno Berglund    | Opel Kadett GT/E      | 8 h 36 min 42 s | + 51 min 09 s     | 2      |
| 7   | 12 | Timo Mäkinen        | Jean Todt         | Peugeot 104 ZS        | 8 h 50 min 36 s | + 1 h 05 min 03 s | 2      |
| 8   | 29 | Carlos Torres       | Pedro de Almeida  | Ford Escort RS2000    | 9 h 11 min 35 s | + 1 h 26 min 02 s | 1      |
| 9   | 41 | André Martinho      | António Morais    | Porsche Carrera       | 9 h 31 min 24 s | + 1 h 45 min 51 s | 4      |
| 10  | 48 | Carlos Fontaínhas   | Rogério Seromenho | Ford Escort RS2000    | 9 h 46 min 36 s | + 2 h 01 min 03 s | 2      |

### Hommes de tête
- ES1 :  Bernard Darniche -  Alain Mahé (Lancia Stratos HF) et  Markku Alén -  Ilkka Kivimäki (Fiat 131 Abarth)
- ES2 :  Bernard Darniche -  Alain Mahé (Lancia Stratos HF)
- ES3 à ES11 :  Markku Alén -  Ilkka Kivimäki (Fiat 131 Abarth)
- ES12 à ES14 :  Walter Röhrl -  Christian Geistdörfer (Fiat 131 Abarth)
- ES18 à ES19 :  Björn Waldegård -  Hans Thorszelius (Ford Escort RS1800)
- ES20 à ES22 :  Markku Alén -  Ilkka Kivimäki (Fiat 131 Abarth)
- ES23 à ES25 :  Jean-Pierre Nicolas -  Vincent Laverne (Ford Escort RS1800)
- ES26 à ES31 :  Markku Alén -  Ilkka Kivimäki (Fiat 131 Abarth)
- ES32 :  Hannu Mikkola -  Arne Hertz (Ford Escort RS1800)
- ES33 à ES44 :  Markku Alén -  Ilkka Kivimäki (Fiat 131 Abarth)
- ES45 :  Hannu Mikkola -  Arne Hertz (Ford Escort RS1800)
- ES46 :  Markku Alén -  Ilkka Kivimäki (Fiat 131 Abarth)

### Vainqueurs d'épreuves spéciales
- Hannu Mikkola -  Arne Hertz (Ford Escort RS1800) : 18 spéciales (ES 15, 23 à 25, 27 à 32, 35, 37, 38, 41 à 45)
- Markku Alén -  Ilkka Kivimäki (Fiat 131 Abarth) : 12 spéciales (ES 1, 10, 14, 19, 22, 26, 33, 34, 36, 39, 40, 46)
- Björn Waldegård -  Hans Thorszelius (Ford Escort RS1800) : 8 spéciales (ES 3, 9, 11 à 14, 16, 21)
- Walter Röhrl -  Christian Geistdörfer (Fiat 131 Abarth) : 5 spéciales (ES 2, 5 à 8)
- Ari Vatanen -  Peter Bryant (Ford Escort RS1800) : 4 spéciales (ES 17 à 20)
- Bernard Darniche -  Alain Mahé (Lancia Stratos HF) : 3 spéciales (ES 1, 2, 4)
- Jean-Pierre Nicolas -  Vincent Laverne (Ford Escort RS1800) : 1 spéciale (ES 5)

## Résultats des principaux engagés
| No | Pilote               | Copilote              | Voiture                | Groupe | Classement général                              | Class. groupe |
| -- | -------------------- | --------------------- | ---------------------- | ------ | ----------------------------------------------- | ------------- |
| 1  | Sandro Munari        | Piero Sodano          | Fiat 131 Abarth        | 4      | ab. dans la 21e spéciale (roue cassée)          | -             |
| 2  | Björn Waldegård      | Hans Thorszelius      | Ford Escort RS1800     | 4      | ab. dans la 22e spéciale (demi-arbre)           | -             |
| 3  | Bernard Darniche     | Alain Mahé            | Lancia Stratos HF      | 4      | ab. après la 12e spéciale (retrait)             | -             |
| 4  | Markku Alén          | Ilkka Kivimäki        | Fiat 131 Abarth        | 4      | 1er                                             | 1er           |
| 5  | Jean-Pierre Nicolas  | Vincent Laverne       | Ford Escort RS1800     | 4      | 3e à 15 min 28 s                                | 3e            |
| 6  | Ove Andersson        | Henry Liddon          | Toyota Celica 2000 GT  | 2      | 4e à 27 min 54 s                                | 1er           |
| 7  | Pentti Airikkala     | Risto Virtanen        | Vauxhall Chevette 2300 | 4      | Forfait (défaut d'homologation)                 | -             |
| 8  | Hannu Mikkola        | Arne Hertz            | Ford Escort RS1800     | 4      | 2e à 4 min 28 s                                 | 2e            |
| 9  | Walter Röhrl         | Christian Geistdörfer | Fiat 131 Abarth        | 4      | ab. dans la 21e spéciale (embrayage)            | -             |
| 10 | Anders Kulläng       | Bruno Berglund        | Opel Kadett GT/E       | 2      | 6e à 51 min 09 s                                | 3e            |
| 11 | Ari Vatanen          | Peter Bryant          | Ford Escort RS1800     | 4      | ab. dans la 22e spéciale (demi-arbre)           | -             |
| 12 | Timo Mäkinen         | Jean Todt             | Peugeot 104 ZS         | 2      | 7e à 1 h 05 min 03 s                            | 4e            |
| 14 | Achim Warmbold       | Claes Billstam        | Opel Kadett GT/E       | 2      | 5e à 43 min 09 s                                | 2e            |
| 15 | Jean-Luc Thérier     | Michel Vial           | Toyota Celica 2000 GT  | 2      | ab. dans la 7e spéciale (moteur)                | -             |
| 16 | Chris Sclater        | Martin Holmes         | Vauxhall Chevette 2300 | 4      | Forfait (défaut d'homologation)                 | -             |
| 17 | 'Mêquêpê'            | Miguel Vilar          | Opel Kadett GT/E       | 2      | ab. dans la 15e spéciale (pont arrière)         | -             |
| 18 | Beny Fernández       | António Doural        | Ford Escort RS1800     | 4      | ab. dans la 19e spéciale (canalisation d'huile) | -             |
| 19 | Francisco Romãozinho | José Bernardo         | Citroën CX 2400 GTI    | 2      | ab. dans la 11e spéciale (alternateur)          | -             |
| 20 | Georg Fischer        | Harald Gottlieb       | Opel Kadett GT/E       | 2      | Forfait                                         | -             |
| 22 | Jean-Claude Lefebvre | Christian Delferrier  | Peugeot 104 ZS         | 2      | ab. après la 19e spéciale (bielle coulée)       | -             |
| 24 | Henri Toivonen       | Juha Paajanen         | Citroën CX 2400 GTI    | 2      | ab. dans la 6e spéciale (accident)              | -             |
| 25 | Giovanni Salvi       | Zé Matriculas         | Ford Escort RS1800     | 4      | ab. dans la 16e spéciale (différentiel)         | -             |
| 26 | Jean-Paul Luc        | Philippe Alessandrini | Citroën CX 2400 GTI    | 2      | ab. dans la 29e spéciale (réservoir percé)      | -             |
| 27 | Joaquim Moutinho     | Edgar Fortes          | Opel Kadett GT/E       | 2      | ab. dans la 1re étape (accident)                | -             |
| 29 | Carlos Torres        | Pedro de Almeida      | Ford Escort RS2000     | 1      | 8e à 1 h 26 min 02 s                            | 1er           |
| 30 | Christian Dorche     | Charles Millon        | Opel Kadett GT/E       | 1      | 17e à 3 h 00 min 36 s                           | 4e            |
| 36 | Patrick Lapie        | Daniel Lespinas       | Citroën CX 2400 GTI    | 1      | 11e à 2 h 17 min 47 s                           | 2e            |
| 41 | André Martinho       | António Morais        | Porsche Carrera        | 4      | 9e à 1 h 45 min 51 s                            | 4e            |
| 48 | Carlos Fontaínhas    | Rogério Seromenho     | Ford Escort RS2000     | 2      | 10e à 2 h 01 min 03 s                           | 5e            |

## Classement du championnat à l'issue de la course
- attribution des points : 10, 9, 8, 7, 6, 5, 4, 3, 2, 1 respectivement aux dix premières marques de chaque épreuve, additionnés de 8, 7, 6, 5, 4, 3, 2, 1 respectivement aux huit premières de chaque groupe (seule la voiture la mieux classée de chaque constructeur marque des points). Les points de groupe ne sont attribués qu'aux concurrents ayant terminé dans les dix premiers au classement général.
- seuls les huit meilleurs résultats (sur onze épreuves) sont retenus pour le décompte final des points.

| Pos. | Marque        | Points | M-C  | SUE  | SAF  | POR  | ACR | FIN | QUE | SAN | BAN | COR | RAC |
| ---- | ------------- | ------ | ---- | ---- | ---- | ---- | --- | --- | --- | --- | --- | --- | --- |
| 1    | Fiat          | 46     | 7+7  | 8+6  | -    | 10+8 |     |     |     |     |     |     |     |
| 2    | Ford          | 41     | -    | 10+8 | 3+4  | 9+7  |     |     |     |     |     |     |     |
| 2=   | Porsche       | 41     | 10+8 | -    | 9+7  | 2+5  |     |     |     |     |     |     |     |
| 4    | Opel          | 35     | 2+8  | 4+8  | -    | 6+7  |     |     |     |     |     |     |     |
| 5    | Peugeot       | 27     | -    | -    | 10+8 | 4+5  |     |     |     |     |     |     |     |
| 6    | Lancia        | 20     | 4+4  | 7+5  | -    | -    |     |     |     |     |     |     |     |
| 7    | Renault       | 17     | 9+8  | -    | -    | -    |     |     |     |     |     |     |     |
| 8    | Datsun        | 16     | -    | -    | 9+7  | -    |     |     |     |     |     |     |     |
| 9    | Toyota        | 15     | -    | -    | -    | 7+8  |     |     |     |     |     |     |     |
| 10   | Mercedes-Benz | 12     | -    | -    | 5+7  | -    |     |     |     |     |     |     |     |
| 11   | Volvo         | 10     | -    | 3+7  | -    | -    |     |     |     |     |     |     |     |
| 12   | Volkswagen    | 9      | -    | 1+8  | -    | -    |     |     |     |     |     |     |     |
| 13   | Saab          | 8      | -    | 2+6  | -    | -    |     |     |     |     |     |     |     |
| 14   | Mitsubishi    | 5      | -    | -    | 1+4  | -    |     |     |     |     |     |     |     |

### Classement provisoire de la Coupe FIA des pilotes
- attribution des points : 9, 6, 4, 3, 2, 1 respectivement aux six premiers de chaque épreuve. Sont retenus pour le décompte final les cinq meilleurs résultats des onze épreuves mondiales (catégorie A), les deux meilleurs résultats des cinq rallyes sélectifs du Championnat d'Europe (catégorie B) et le meilleur résultat parmi les trois autres rallyes sélectifs (catégorie C).

| Pos. | Pilote              | Marque                    | Points | M-C (A) | ARC (B) | SUE (A) | SAF (A) | POR (A) | ACR (A) | SCO (B) | POL (B) | FIN (A) | NZ (C) | QUE (A) | TdF (B) | SAN (A) | GIR (C) | AUS (C) | ESP (B) | BAN (A) | COR (A) | RAC (A) |
| ---- | ------------------- | ------------------------- | ------ | ------- | ------- | ------- | ------- | ------- | ------- | ------- | ------- | ------- | ------ | ------- | ------- | ------- | ------- | ------- | ------- | ------- | ------- | ------- |
| 1    | Jean-Pierre Nicolas | Porsche, Peugeot¹ & Ford² | 22     | 9       | -       | -       | 9¹      | 4²      |         |         |         |         |        |         |         |         |         |         |         |         |         |         |
| 2    | Markku Alén         | Fiat                      | 17     | -       | 4       | 4       | -       | 9       |         |         |         |         |        |         |         |         |         |         |         |         |         |         |
| 3    | Björn Waldegård     | Ford & Porsche¹           | 12     | -       | -       | 9       | 3¹      | -       |         |         |         |         |        |         |         |         |         |         |         |         |         |         |
| 3=   | Hannu Mikkola       | Ford                      | 12     | -       | -       | 6       | -       | 6       |         |         |         |         |        |         |         |         |         |         |         |         |         |         |
| 5    | Ari Vatanen         | Ford                      | 11     | -       | 9       | 2       | -       | -       |         |         |         |         |        |         |         |         |         |         |         |         |         |         |
| 6    | Jean Ragnotti       | Renault                   | 6      | 6       | -       | -       | -       | -       |         |         |         |         |        |         |         |         |         |         |         |         |         |         |
| 6=   | Henri Toivonen      | Chrysler                  | 6      | -       | 6       | -       | -       | -       |         |         |         |         |        |         |         |         |         |         |         |         |         |         |
| 6=   | Vic Preston Jr      | Porsche                   | 6      | -       | -       | -       | 6       | -       |         |         |         |         |        |         |         |         |         |         |         |         |         |         |